# Toplogredni plin
Toplogredni plini so plini, ki v Zemljini skorji delujejo kot zaščita. Ko sončni žarki posijejo na Zemljo, vsrkajo nekaj UV žarkov. Povzročajo višjo temperaturo na Zemlji .Najpomembnejši toplogredni plini v Zemljini atmosferi so vodna para (H2O), ogljikov dioksid (CO2), metan (CH4), didušikov oksid (N2O), in ozon (O3). Ti plini večinoma dobro prepuščajo sončno sevanje (ki je pretežno v ultravijoličnem, vidnem in bližnjem infrardečem delu spektra), hkrati pa vsaj delno absorbirajo sevanje, ki izhaja iz Zemljinega površja (ki je pretežno v daljnem infrardečem delu spektra).

## Učinek tople grede
Del infrardečega sevanja, ki izhaja iz površja, in ki bi drugače lahko šlo neovirano skozi ozračje v vesolje (če zanemarimo vpliv oblakov, ki prav tako dobro absorbirajo infrardeče sevanje), se absorbira v toplogrednih plinih. Zaradi te absorpcije ima ozračje višjo temperaturo, kot bi jo imelo sicer. Ti plini tudi sami oddajajo infrardeče sevanje, nekaj v vesolje, nekaj pa proti površju, v katerem se to sevanje absorbira, in ki ima zato višjo temperaturo, kot bi jo imelo sicer. Ta pojav se imenuje učinek tople grede. Učinek tople grede je zelo pomemben, saj bi bila brez njega  povprečna temperatura zraka blizu površja za približno 30 °C nižja, kot je v resnici. Problem je, da se zaradi človeških dejavnosti količine nekaterih toplogrednih plinov v ozračju večajo in učinek tople grede postaja vse močnejši, kar povzroča podnebne spremembe.    

## Seznam najpomembnejših toplogrednih plinov
- Vodna para (H2O) je najpomembnejši toplogredni plin, ki od vseh plinov v ozračju absorbira in oddaja največ infrardečega sevanja, saj ima številne široke in močne absorpcijske pasove v celotnem infrardečem delu spektra. Masni delež vodne pare glede na celotno maso ozračja je približno 0,3 %, se pa delež krajevno in časovno zelo spreminja. Na primer, nad tropskim oceanom je lahko tudi več kot 3 %, medtem ko je je v hladnih polarnih predelih lahko le 0,0006 %. Praviloma je vodne pare največ v plasteh zraka blizu tal, ker je tam temperatura navadno višja kot v višjih plasteh ozračja (pri višji temperaturi lahko zrak vsebuje več vlage kot pri nižji). Vodne pare je v celotnem ozračju mnogo več kot ostalih toplogrednih plinov, zato največ prispeva k celotnemu toplogrednemu učinku. Ker pa človek nima neposrednega vpliva na njeno količino in povprečno koncentracijo v ozračju, ni vključena med toplogredne pline, ki povzročajo antropogene podnebne spremembe.
- Ogljikov dioksid (CO2) je toplogredni plin, katerega koncentracija se nekoliko spreminja glede na letni čas in lokacijo. Ima nekatere pomembne absorpcijske pasove v infrardečem delu spektra. Njegov masni delež v ozračju je približno 0,05 %. Ogljikov dioksid z dihanjem proizvajajo vsa živa bitja, od ljudi, do živali in rastlin, pri procesu fotosinteze pa ga rastline porabljajo. Zaradi kurjenja ogromnih količin fosilnih goriv ogljikov dioksid izmed vseh toplogrednih plinov največ prispeva k antropogenim podnebnim spremembam.
- Metan (CH4) je prav tako toplogredni plin, ki ima nekaj manj izrazitih a vseeno pomembnih absorpcijskih pasov v infrardečem delu spektra. Njegov masni delež v ozračju je približno 0,0001 %. Toplogredni potencial metana je približno 30, kar pomeni, da ima 1 kg metana približno tak toplogredni učinek kot 30 kg ogljikovega dioksida (toplogredni potencial ogljikovega dioksida je po dogovoru 1). Najmočnejši toplogredni plin je žveplov heksafluorid (SF6); njegov toplogredni potencial je 23.500, vendar je njegov prispevek h globalnemu segrevanju majhen, ker ga je v ozračju zelo malo.
- Didušikov oksid (N2O) je toplogredni plin, ki ima prav tako nekaj manj izrazitih a vseeno pomembnih absorpcijskih pasov v infrardečem delu spektra. Njegov masni delež v ozračju je približno 0,00005 %. Toplogredni potencial didušikovega oksida je približno 260.
- Ozon (O3) je plin, ki zelo dobro absorbira sevanje v ultravijoličnem delu spektra.  Njegov masni delež glede na celotno maso ozračja je približno 0,00006 %.  Največ ga je v ozonski plasti, ki se nahaja visoko nad površjem, v stratosferi, v kateri se absorbira večina škodljivega ultravijoličnega sevanja, ki prihaja od sonca. Nekaj ozona pa se nahaja tudi blizu tal, v troposferi, kjer nastaja kot posledica fotokemičnih reakcij povezanih z onesnaženjem iz prometa in industrije. Poleg absorpcije v ultravijoličnem delu spektra pa je ozon tudi toplogredni plin, saj ima en srednje izrazit absorpcijski pas tudi v infrardečem delu spektra. Povečevanje koncentracije troposferskega ozona prispeva h globalnemu segrevanju, tanjšanje ozonskega plašča v stratosferi pa ima nasproten (hladilen) učinek.

## Povečanje koncentracij toplogrednih plinov v ozračju
Od začetka industrijske revolucije do sedaj so se količine nekaterih toplogrednih plinov v ozračju zaradi človeških dejavnosti precej povečale. Posledično učinek tople grede postaja vse močnejši, kar povzroča podnebne spremembe. Najbolj problematičen je ogljikov dioksid, ki nastaja ob zgorevanju fosilnih goriv. Pred industrijsko revolucijo je bila njegova koncentracija v ozračju približno 280 ppm (parts per million - delcev na milijon) medtem ko je današnja koncentracija približno 410 ppm, kar je povečanje za skoraj 50 %. Predvsem zaradi poljedelstva, živinoreje in rudarstva se je močno povečala tudi koncentracija metana. Pred industrijsko revolucijo je bila približno 700 ppb  (parts per billion - delcev na milijardo) medtem ko je sedaj približno 1800 ppb, kar je povečanje za približno 160 %. S približno 270 ppb na približno 320 ppb se je povečala koncentracija didušikovega oksida, predvsem zaradi poljedelstva in živinoreje. S približno 240 ppb na približno 340 ppb se je povečala koncentracija ozona v troposferi. Zaradi vsesplošnega dviga temperature se je povečalo tudi izhlapevanje vode iz oceanov in kopnega; posledično je v ozračju več vodne pare, kar še dodatno povečuje učinek tople grede.